# ホリー・ドイル
- ホーリー・ドイル

ホリー・ドイル（Hollie Doyle、1996年10月11日 - ）は、イングランドの競馬騎手。2020年ブリティッシュ・チャンピオンズ・スプリントステークスにおいて、女性騎手としては史上3人目の英国平地G1競走優勝を果たした。
アメリカ合衆国のGI競走であるコティリオンステークスを2019年に制覇した、イングランド出身の女性騎手である、夫も同じくイギリスを拠点とする騎手のトム・マーカンド。同姓のソフィー・ドイルとの血縁関係はない。

## 経歴・人物
ウェスト・ミッドランズヘレフォードシャー出身。アイルランドクロンメル出身の父、ヘレフォードシャー出身の母は共に競馬騎手であり、母はアラブレースに騎乗していたという。このため、ホリーも9歳でヘレフォードシャーのポニークラブに入会し、乗馬を始めていたという。
2013年に中等教育学業修了資格を得ると、ウェールズのデヴィット・エバンス厩舎に弟子入りし、2013年5月5日にアマチュア騎手としてソールズベリー競馬場での女性アマチュア騎手限定競走である「Betfred Mobile Sports Lady Riders' Handicap」に勝利した。その年の暮にはアメリカ合衆国へ渡り、サンタアニタパーク競馬場（カリフォルニア州）で武者修行を敢行した。
その後、ホリーはリチャード・ハノン・ジュニア厩舎に移り、2016年に33勝を挙げてから飛躍の一途を辿り、2018年のシャーガーカップでは第1競走のスプリントハンデキャップレースでTis Marvellousに騎乗して1着となった。
2019年にはジョセフィン・ゴードンが2017年に達成したイングランド女性騎手年間最多の106勝を更新する116勝を挙げ、名実共にNo.1の座を手に入れた。これによりドイルはイングランドプロフェッショナルジョッキーズアソシエーションの年間女性騎手MVPを獲得した。
2020年7月9日、G2重賞競走のプリンセスオブウェールズステークス（ニューマーケット競馬場）にてデイムマリオット（Dame Malliot）に騎乗して1着となり、デビュー8年目で初の重賞制覇を果たすと、8月8日のG3競走のローズオブランカスターステークス（ヘイドックパーク競馬場）ではエクストライルーシヴ（Extra Elusive）に騎乗し、1番人気のランフランコ・デットーリ騎乗のグローバルジャイアント（Global Giant）、2番人気のライアン・ムーア騎乗のザアキ（Zaaki）を寄せ付けずに圧勝し、重賞2勝目を挙げた。
10月15日、シーズン117勝目を挙げ、前年に自身が達成したイングランド女性騎手年間最多勝利記録を再度塗り替えた。
10月17日、アスコット競馬場で行われたG2ブリティッシュ・チャンピオンズ・ロングディスタンスカップでトゥルーシャン（Trueshan）に騎乗し、女性騎手として初めてブリティッシュチャンピオンズデー開催で勝利を挙げた。
同日のブリティッシュ・チャンピオンズ・スプリントステークスではグレンシール（Glen Shiel）に騎乗し、G1競走初制覇を果たした。女性騎手の英国平地G1競走制覇は、アレックス・グリーヴス(1997年・ナンソープステークス)、ヘイリー・ターナー(2011年・ジュライカップ)に続く史上3人目である。
2021年1月1日、トム・マーカンド騎手との婚約を発表した。
2月21日、サウジアラビアでサウジカップのアンダーカードであるネオムターフカップに、アイルランドのトゥルーセルフとともに参戦して優勝。サウジカップデーにおける女性騎手初勝利を挙げた。
2022年6月19日、シャンティイ競馬場で行われたディアヌ賞（フランスオークス）をナシュワに騎乗して勝利した。これは自身にとって初めてのクラシック勝利であるとともに、当レース173回の歴史において女性騎手として初勝利となった。
2022年10月26日、夫のマーカンドとともにJRA短期騎手免許を取得した。免許期間は10月29日から12月25日までで、身元引受調教師は美浦所属の鹿戸雄一（マーカンドは宮田敬介）、契約馬主は長谷川祐司（マーカンドはシルクレーシング）。
同年11月20日、東京競馬第7競走（3歳以上1勝クラス）で、レヴールに騎乗しJRA初勝利をあげた。
2023年10月9日、BHA（英国競馬統括機構）の懲戒委員会がドイルに1か月間の騎乗停止を科した事が伝えられた。同年3月31日のニューキャッスル競馬場での騎乗後に、禁止薬物の陽性反応が出ていた件に関し、肘の負傷を治療するために日本で購入していた鎮痛剤を服用して起きたケースとして、故意ではなく「1度限りのミス」と結論づけた。ライセンスの剥奪などには至らないものの、来年の検査で過失が認められた際はさらなる制裁が科される可能性がある。
同年11月9日、夫のマーカンドとともに再び来日し、JRAでの短期騎手免許を取得した。免許期間は11月11日から12月29日まで（マーカンドも同様）、身元引受調教師は美浦所属の田中博康（マーカンドは前回同様に宮田敬介）、契約馬主はキャロットファーム（マーカンドは前回同様にシルクレーシング）となった。免許期間中のジャパンカップでは、ライアン・ムーアの代役としてヴェラアズールに騎乗（7着）。このレースでは夫のマーカンドがスタッドリー（8着）に騎乗していたため、JRAのGI競走では初の夫婦の騎乗となり、また女性騎手でマリー・ヴェロンが海外調教馬のイレジン（9着）に、藤田菜七子がウインエアフォルク（15着）にそれぞれ騎乗しており、同様にJRAのGI競走では初の複数の女性騎手の騎乗が実現している。
同年12月14日、川崎競馬場で行われた神奈川記念をヴィブラフォンで制し、日本国内での重賞初勝利となった。
2024年も11月よりマーカンドと共に来日し、同月9日から同年12月22日まで短期騎手免許を取得した。引き続き、身元引受調教師及び契約馬主は田中博康とキャロットファームとなった。

## 主な騎乗馬
- Glen Shiel / グレンシール - 2020年ブリティッシュ・チャンピオンズ・スプリントステークス
- Trueshan / トゥルーシャン - 2021年グッドウッドカップ、2023年カドラン賞
- Nashwa / ナシュワ - 2022年ディアヌ賞、ナッソーステークス、2023年ファルマスステークス